# Alessandra Scala
Alessandra Scala (ur. 1475, zm. 1506) – włoska humanistka i poetka. Była córką Bartolomea Scali, kanclerza Florencji. Razem z ojcem obracała się w kręgach naukowych i artystycznych tego miasta, skupionych wokół Wawrzyńca Wspaniałego. Przebywała w towarzystwie Marsilia Ficina, Angela Poliziana i Giovanniego Pici della Mirandola. Uczyła się języka greckiego od przebywających we Florencji Greków, profesorów tamtejszego Uniwersytetu, Janusa Lascarisa i Demetriusa Chalcondylasa. Kiedy obaj uczeni opuścili Florencję, kontynuowała naukę pod kierunkiem wspomnianego Poliziana, biegłego w klasycznej grece. Dała się poznać również jako utalentowana aktorka, grając tytułową rolę w Elektrze Sofoklesa. W 1494 Scala wyszła za mąż za greckiego żołnierza i poetę Michelego Marulla. Kiedy sześć lat później Marullo utonął przy przekraczaniu rzeki, Scala schroniła się w klasztorze, porzucając pracę naukową i literacką. Z jej poezji niemal nic się nie zachowało.